# Exhomologese
Exhomologese ist ein Sündenbekenntnis im frühen Bußwesen. 
Der mit einem Trauergewand bekleidete Sünder legt  seit Ende des 2. Jahrhunderts vor der Gemeinde das Bekenntnis seiner Sünden (ausgenommen Todsünden), die Exhomologese, ab, erfleht die Fürbitte der Gemeinde zur Erlangung der göttlichen Gnade und bittet um Wiederaufnahme.